# Instrucciones de Shurupak
Las Instrucciones de Shuruppak (o Instrucciones de Šuruppak, hijo de Ubara-tutu) son uno de los textos más antiguos que se conservan en la Historia. Son un ejemplo significativo de la literatura sapiencial sumeria. La literatura sapiencial, creada para enseñar la piedad adecuada, inculcar la virtud, y preservar las normas de la comunidad, fue común a todo lo largo del antiguo Oeste de Asia.

## Descripción
El texto menciona su gran antigüedad en su introducción:

En aquellos tiempos, en aquellos lejanos tiempos remotos, en aquellas noches, en aquellas noches lejanas, en aquellos años, en aquellos lejanos años remotos.

Los preceptos son puestos en boca de un rey Šuruppak (SU.KUR.RUki), hijo de Ubara-Tutu. En la mayoría de las copias existentes de la lista de reyes sumerios, Ubara-Tutu se registra como el último rey de Sumeria antes del diluvio. Agrupadas con las otras tablillas cuneiformes de Abu Salabikh, las Instrucciones datan de principios del III milenio a. C., y se encuentran entre la literatura más antigua conservada.
El contexto se compone de las exhortaciones de Shurupak dirigidas a su hijo Ziusudra (que en idioma acadio se llama Utnapistin), quien se convertiría en el héroe del diluvio eventual.
En la tradición sumeria, Surupak es el nombre de una de las cinco ciudades antediluvianas. [4] Sin embargo el nombre Surupak aparece en una única copia de la Lista de reyes sumerios (WB-62, donde aparece escrito como SU.KUR.LAM) donde se interpola como una generación adicional entre Ubara-Tutu y Ziusudra, que en el resto de las menciones aparecen como padre e hijo.
Lambert informa que se supone que la interpolación puede haber surgido a través de un epíteto del padre (‘hombre de Shuruppak’) que después puede haber sido tomado erróneamente como un nombre propio.
En la tableta Gilgamesh XI este epíteto designa también a Utnapishtim/Ziusudra.
La tableta Abu Salabikh, que data de mediados del III milenio a. C., es la copia más antigua que existe, y los numerosos ejemplares supervivientes atestiguan su continua popularidad dentro de los cánones literarios acadios/sumerios.
Los consejos escritos en las tres listas conjuntas son concisos, y ocupan entre una y tres líneas de escritura cuneiforme. Algunos consejos son puramente prácticos:

No debes localizar un campo a la vera de un camino.

No debes hacer un pozo en tu propio campo: la gente te lo dañará
Línea 15 a 18

Los preceptos morales son seguidos por los resultados prácticos negativos de la transgresión:

No juegues con una joven mujer casada: las calumnias pueden ser graves.
Línea 32 a 34

En los textos juegan un papel importante la opinión de la comunidad ―tanto el valioso dictamen de la corte [línea 62] como la opinión menos valiosa del mercado (donde los insultos y la charlatanería reciben la atención de la gente [línea 142])― y la posibilidad de ser calumniado [línea 35].